# Pierre Taittinger
Pierre-Charles Taittinger (Parigi, 4 ottobre 1887 – Parigi, 22 gennaio 1965) è stato un politico e imprenditore francese.
Consigliere del comune di Parigi nel 1943-1944 durante l'occupazione tedesca, ebbe un ruolo significativo durante la liberazione della capitale francese. Fondò l'industria Taittinger, produttrice di champagne.

## Biografia

### I primi anni
Nato a Parigi, la famiglia di Pierre Taittinger proveniva in realtà dalla regione della Lorena ed aveva lasciato la Mosella quando l'Impero tedesco aveva annesso quelle aree nel 1871, scegliendo di rimanere cittadini francesi. Durante la prima guerra mondiale, prestò servizio come ufficiale nell'esercito francese, ricevendo diverse citazioni e venendo nominato commendatore della Legion d'onore. Nel 1919 venne eletto deputato alla camera francese per la costituente del Charente-Inférieure.

### La carriera politica

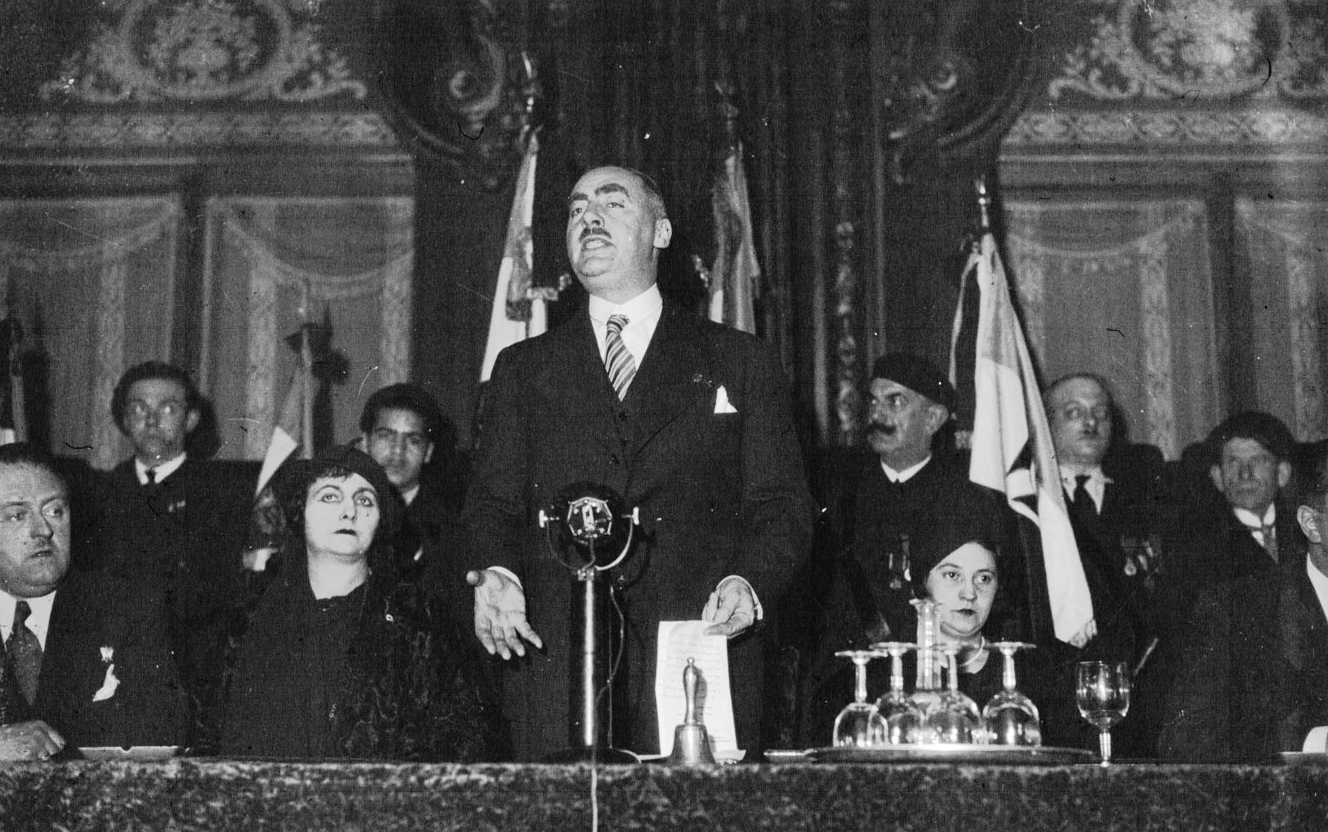
Pierre Taittinger in un discorso al congresso della Jeunesses Patriotes nel 1936

Dal 1919 al 1937 divenne sindaco di Saint-Georges-des-Coteaux, e nuovamente ricoprì tale carica dal 1953 alla sua morte nel 1965. Nel 1924 venne eletto deputato nel 1º arrondissement di Parigi e mantenne tale mandato sino al 1940.
Nel 1924, Taittinger fondò il movimento politico dei Jeunesses Patriotes (Giovani patrioti), un gruppo fascista reclutato perlopiù tra studenti universitari e finanziato da industriali francesi. Taittinger prese ispirazione per tale scopo dai boulangisti, dalla Ligue des Patriotes e dalle camicie nere di Benito Mussolini. Taittinger fu sempre profondamente influenzato dal movimento bonapartista durante tutto il periodo nel quale fu al parlamento. Alla fine degli anni '20, la Jeunesses patriotes divenne uno dei principali movimenti politici di estrema destra e spiccatamente anti-comunisti, sfidando l'Action française e la Croix de Feu guidate dal colonnello de Larocque.
Nel 1937, venne eletto al consiglio municipale di Parigi ed al consiglio dipartimentale della Senna. Nel marzo del 1940, venne elevato al rango di commendatore dell'ordine della Legion d'onore. Nel maggio del 1943 divenne presidente del consiglio comunale di Parigi quando i tedeschi occuparono la città e mantenne tale posizione sino alla liberazione della capitale nell'agosto del 1944.
Il 17 agosto 1944, quando seppe che i tedeschi avevano piazzato numerose cariche esplosive in diversi punti della città, Taittinger si incontrò col governatore militare nazista Dietrich von Choltitz. Col console generale svedese Raoul Nordling, Taittinger riuscì a persuadere Choltitz a non distruggere Parigi per frenare l'avanzata alleata dal momento che questi erano ormai alle porte e con troppo supporto non si sarebbero comunque fermati, ed una tale azione sarebbe stata solo deleteria nei confronti della città. Dopo la guerra pubblicò un libro dal titolo ...et Paris ne fut pas détruit ("...e Parigi non venne distrutta") che ottenne il premio dell'Académie française.
Morì a Parigi nel 1965 e venne sepolto a Reims nel cimetière du Nord.

### Imprenditoria nel settore dello Champagne
Taittinger, che già prima della prima guerra mondiale aveva in gestione con uno dei suoi cognati una ditta di import-export di champagne, acquisì nel 1931 la ditta Forest-Fourneaux, fondata nel 1734 da Jacques Fourneaux, la terza più antica ditta produttrice del famoso vino francese. L'anno successivo acquistò la Château de la Marquetterie presso Épernay, che pure produceva champagne. Negli anni successivi acquistò centinaia di ettari di vigneti nella regione dello Champagne, avvantaggiandosi dei prezzi bassi imposti dalla crisi economica sulla terra agricola.
La Forest-Fourneaux, venne rinominata Ets Taittinger Mailly & Cie, e venne trasformata da Taittinger in una delle più famose ditte produttrici di champagne al mondo, la Champagne Taittinger, con sede all'abbazia di Saint-Nicaise a Reims. Pierre Taittinger acquisì e fece restaurare inoltre l'antica residenza medievale dei conti di Champagne nel centro storico di Reims, danneggiata dai tedeschi durante la prima guerra mondiale. Acquisì anche la residenza di La Grainetière, sull'Île de Ré dalla città di Reims e ne fece una colonia estiva per bambini.

## Matrimonio e figli
Taittinger sposò Gabrielle Guillet (1893–1924) nel 1917. Nel 1925 si risposò con Anne-Marie Mailly (1887–1986). Da questi matrimoni nacquero i seguenti figli:
- Guy (1918-1978)
- Michel (1920-1940), eroe militare francese e tenente del 66º reggimento di fanteria africana dell'esercito francese, era morto il 15 giugno 1940 all'età di 20 anni a Saint Parres-aux-Tertres, presso Troyes, in battaglia, dopo aver retto coi suoi uomini per cinque ore all'attacco di una divisione di panzer comandata dal generale von Kleist.
- François (1921-1960)
- Jean (1923-2012), fu vicesindaco di Reims dal 1959 al 1977, segretario di stato per le finanze dal 1971 al 1973 e ministro della giustizia dal 1973 al 1974 nell'amministrazione di Georges Pompidou.
- Marie-Clotilde Taittinger (n. 1924), sposò Jean Fabius Henrion
- Pierre-Christian (1926-2009), sindaco del 16º arrondissement di Parigi (dal 1989 al 2008) e senatore (1968-1995)
- Claude (1927-2022), padre di Brigitte e presidente della ditta di profumi Annick Goutal sino al dicembre del 2012; sposò Jean-Pierre Jouyet nel 2006
- Colette, (n. 1928), madre di Christophe de Margerie, presidente della TotalEnergies dal 2010 al 2014.